# Gelis bellicus
Gelis bellicus là một loài tò vò trong họ Ichneumonidae.